# 速度論的光学分割
速度論的光学分割（そくどろんてきこうがくぶんかつ）または キネティックレゾリューション (kinetic resolution) とは、不斉合成や光学分割の手法のひとつ。1組のエナンチオマーのそれぞれで反応速度が異なる不斉反応を利用し、反応性の低いほうのエナンチオマーを未反応のままで残す手法。残るエナンチオマーの鏡像体過剰率 (ee) は反応が進行するにしたがい上がっていくが、反応が完全に進行すると基質自体が消失してしまう。速度論的光学分割の概念は有機化学の中でも古くより用いられてきた。しかし、古典的な速度論的光学分割法は他の手法で置き換えられつつある。
速度論的光学分割は 1899年に Marckwald と McKenzie によって最初に観察された。彼らは、マンデル酸のラセミ体を光学活性な (-)-メントールとエステル化させてジアステレオマーのエステルを得る反応で速度論的光学分割を観測した。
この反応では、R体、S体のマンデル酸のうち R体がより速い速度で (-)-メントールとエステルを作った。そのため、反応を途中で止めたとき、未反応のマンデル酸には S体が R体よりも多く残っていた。そしてそのとき生じているエステルを取り出し加水分解した成分にはマンデル酸の R体がより多く含まれていた。エステル化が完全に進行した段階では、生成物は再び 1:1 のジアステレオマー混合物となる。